# Yézimala
Yézimala est une localité du nord-est de la Côte d'Ivoire réputée par la fête traditionnelle (le songo). Appartenant au département de Bondoukou, district du Zanzan, région du Gontougo. La localité de Yézimala est un chef-lieu de commune.